# The Pokémon Company

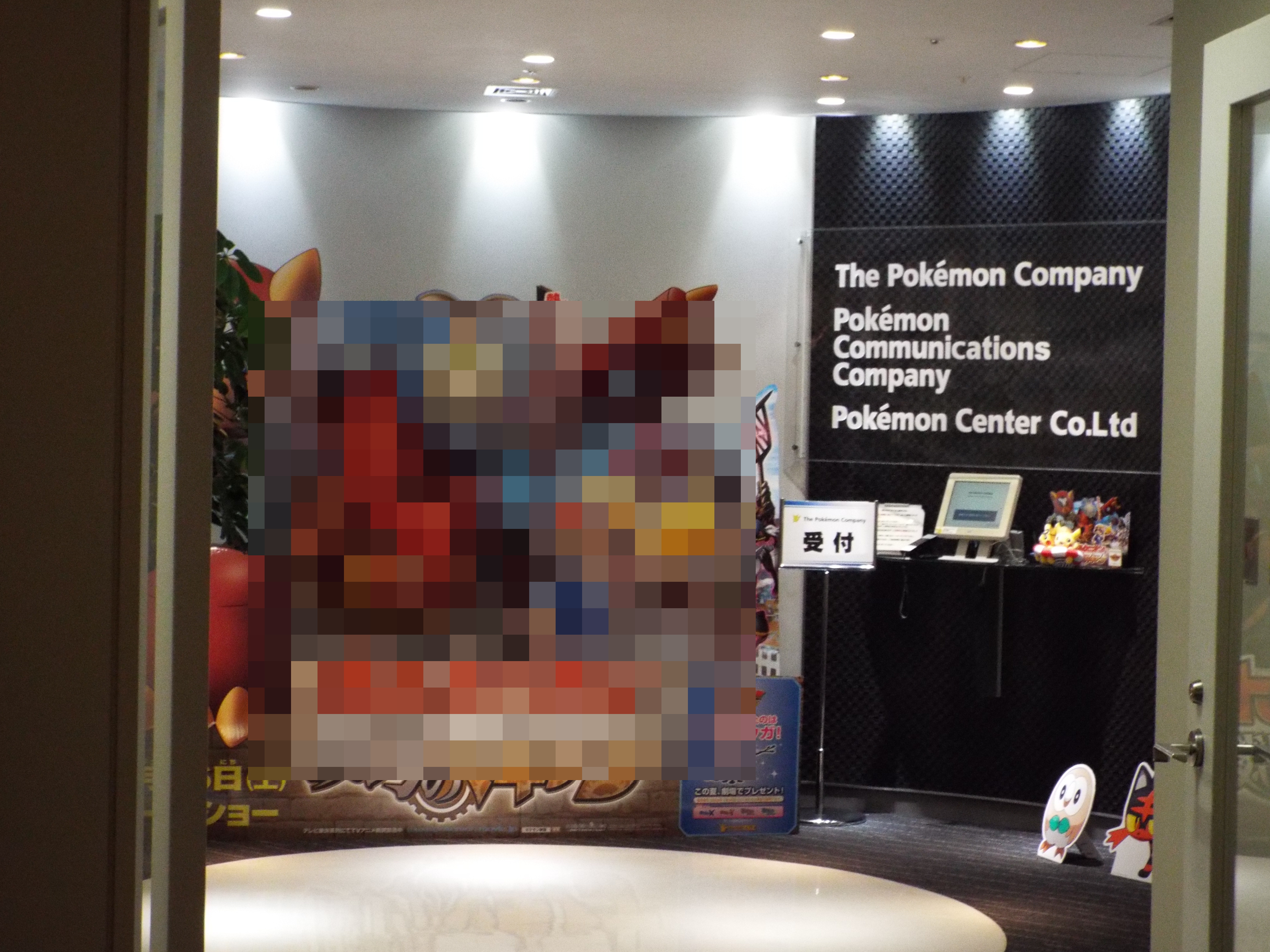
The Pokémon Company

The Pokémon Company (株式会社ポケモン, Kabushiki-gaisha Pokemon) is een gezamenlijke dochteronderneming van Nintendo, Creatures Inc. en Game Freak. Het bedrijf werd opgezet door Nintendo om de marketing en de licentie van de zeer succesvolle Pokémon mediafranchise te beheren.
De videospellen, Pokémon Trading Card Game en ander speelgoed onder licentie worden nog altijd gemaakt door derdegraads en tweedegraads bedrijven zoals TOMY.
Het hoofdgebouw van het bedrijf is gevestigd in de Roppongi Hills (六本木ヒルズ, Roppongi Hiruzu) Mori Tower in Roppongi Rokuchome, Minato, Tokio. De kantoren in de Verenigde Staten zijn gevestigd in Bellevue, in de staat Washington.
Volgens hun eigen tijdlijn, begon The Pokémon Company met opereren na het openen van het Pokémon Center in Tokio in 1998, nog voordat het eigenlijke merk van "Pokémon, Ltd." was bevestigd in 2000. Sindsdien heeft Nintendo deze tak van het bedrijf als "The Pokémon Company" gemarketeerd. Pokémon USA, Inc opende in 2001 om buitenlandse licenties te kunnen verwerken. Nintendo Australia is verantwoordelijk voor de licentie, en marketing van Pokémon-producten in Australië en Nieuw-Zeeland, omdat The Pokémon Company geen Australische tak heeft. Sinds 2001, hebben vrijwel alle gelicenseerde Pokémon-producten "©Pokémon" bij het copyright gedeelte staan. Hier staan ook de gebruikelijk "©Nintendo", "©Game Freak" en "©Creatures Inc." bij.
In 2009 voegden Pokémon USA en Pokémon UK zich samen tot The Pokémon Company International. Dit bedrijf zal alle niet-Aziatische handel met betrekking tot Pokémon onder haar hoede nemen. Het bedrijf staan onder administratie van Kenji Okubo. Australische producten worden beheerd door Nintendo Australia. Dit wordt geleid door Rose Lappin.

## Producten

### Games
- Pokémon Battle Revolution
- Pokémon Battrio
- Pokémon Black en White
- Pokémon Black 2 en White 2
- Pokémon Box: Ruby & Sapphire
- Pokémon Channel
- Pokémon Colosseum
- Pokémon Conquest
- Pokémon Crystal
- Pokémon Dash
- Pokémon Diamond en Pearl
- Pokémon Emerald
- Pokémon FireRed en LeafGreen
- Pokémon GO
- Pokémon Gold en Silver
- Pokémon HeartGold en SoulSilver
- Pokémon: Let's Go, Pikachu! en Let's Go, Eevee!
- Pokémon Mystery Dungeon: Blue Rescue Team en Red Rescue Team
- Pokémon Mystery Dungeon: Explorers of Sky
- Pokémon Mystery Dungeon: Explorers of Time en Explorers of Darkness
- Pokémon Mystery Dungeon: Gates to Infinity
- Pokémon Omega Ruby en Alpha Sapphire
- Pokémon Picross
- Pokémon Pinball
- Pokémon Pinball: Ruby & Sapphire
- Pokémon Platinum
- Pokémon Ranger
- Pokémon Ranger: Guardian Signs
- Pokémon Ranger: Shadows of Almia
- Pokémon Red en Blue
- Pokémon Ruby en Sapphire
- Pokémon Rumble
- Pokémon Rumble Blast
- Pokémon Rumble World
- Pokémon Shuffle
- Pokémon Snap
- Pokémon Stadium
- Pokémon Stadium 2
- Pokémon Super Mystery Dungeon
- Pokémon Sun en Moon
- Pokémon TCG Online
- Pokémon Trozei!
- Pokémon X en Y
- Pokémon XD: Gale of Darkness
- PokéPark Wii: Pikachu's Adventure
- PokéPark 2: Wonders Beyond
- Pokkén Tournament
- Pokémon Sword and Shield
- Pokémon Isle of Armor en The Crown Tundra

### Anime
Televisieseries
- Pokémon anime
- Pokémon Chronicles

Animefilms
- Pokémon 3: The Movie
- Pokémon 4Ever
- Pokémon: Arceus and the Jewel of Life
- Pokémon: Destiny Deoxys
- Pokémon: Giratina and the Sky Warrior
- Pokémon Heroes
- Pokémon: Jirachi Wish Maker
- Pokémon: Lucario and the Mystery of Mew
- Pokémon Ranger and the Temple of the Sea
- Pokémon: The First Movie
- Pokémon: The Movie 2000
- Pokémon: The Rise of Darkrai
- Pokémon: Zoroark: Master of Illusions
- Pokémon the Movie: Black—Victini and Reshiram
- Pokémon the Movie: Diancie and the Cocoon of Destruction
- Pokémon the Movie: Genesect and the Legend Awakened
- Pokémon the Movie: Hoopa and the Clash of Ages
- Pokémon the Movie: Kyurem vs. the Sword of Justice
- Pokémon the Movie: White—Victini and Zekrom

Televisiespecials
- Pokémon: Mewtwo Returns
- Pokémon Mystery Dungeon: Team Go-Getters Out Of The Gate!
- Pokémon Mystery Dungeon: Explorers of Time & Darkness
- Pokémon Origins
- Pokémon: The Mastermind of Mirage Pokémon